# آكل العسل الجبلي
آكل العسل الجبلي (الاسم العلمي: Meliphaga montana) (بالإنجليزية: Forest Honeyeater)‏ هو نوع من الطيور يتبع جنس آكل العسل من فصيلة آكلات العسل.